# 선발 고등학교 야구 대회
선발 고등학교 야구 대회(일본어: 選抜高等学校野球大会 센바쓰고토갓코야큐다이카이[*], 영어: National High School Baseball Invitational Tournament)는 매년 3월 하순부터 4월에 걸쳐 일본 효고현 니시노미야시의 한신 고시엔 구장에서 열리는 일본 고교 야구 대회이다. 약칭은 센바쓰(センバツ)이며, 일명 '봄의 대회', '봄의 고교 야구', '봄의 고시엔' 등으로 불린다. 마이니치 신문사와 재단법인 일본 고등학교 야구 연맹이 주최한다.

## 개요

### 출전 학교의 선발
대회에 출전할 학교들은 선정위원회에서 정하며, 최대 32개교까지 출전한다. 새로 출전하는 학교를 선정할 때, 선정위원회는 가을철에 전국 도도부현을 10개의 지구로 나누어 개최하는 지구 대회에서 그 학교가 거둔 성적을 근거 자료로 사용하게 된다. 한 개의 지구로 묶여 선정되는 도쿄도 및 홋카이도의 고등학교들과는 달리, 매년 출전 고등학교를 배출하지 못하는 지구가 생기게 된다. 반대로, 같은 지구 또는 부•현에서 2개 이상의 학교가 출전하기도 하는데, 이것이 여름에 열리는 고등학교 야구 선수권 대회와 다른 점이다.
최종적인 선발은 고등학교 야구 연맹의 임원들의 의견을 반영하여 지역적으로 균형을 맞춘다. 그러나 그 지난 해의 가을에 열린 지구 대회의 1회전에서 패배하여 탈락한 고등학교가 선발로 뽑히는 등 출전 학교를 선발하는 과정에서 착오가 일어나기도 한다.
출전 학교가 결정되면, 학교들을 추첨을 통해 각 조별로 나누어 토너먼트 방식으로 조 1위를 결정한다. 만약, 어떤 같은 지역에서 2개 학교가 출전하였을 경우 그 학교들끼리 결승전에서 만나지 않게 배치한다. 이 때문에 같은 지역의 대표 학교가 승부를 겨룰 기회는 매우 적다.

#### 일반 전형
그 지난 해에 열린 가을 대회에서 거둔 성적을 우선시하지만, 지역별 균형을 맞추기 위해 조정되기도 한다. 일반 전형을 통해서는 28개의 학교를 선발 출장으로 선출한다. 그리고 선발 출장이 예정되었던 학교가 출장하지 못할 상황을 대비하여 각 지구별로 1 ~ 2개교의 보결 학교를 선정한다. 홋카이도 지구에서는 1개교, 도호쿠 지구에서는 2개교, 간토 지구에서는 4개교, 도쿄 지구에서는 1개교, 도카이 지구에서는 2개교, 호쿠리쿠•나가노•니가타 지구에서는 2개교, 긴키 지구에서는 6개교, 주고쿠 지구에서는 2개교, 시코쿠 지구에서는 2개교, 규슈 지구에서는 4개교를 선출한다. 그리고 간토와 도쿄, 주고쿠와 시코쿠의 경우, 두 지구의 선발 학교 수에 따라 1개교씩 더 선출되기도 한다.

#### 21세기 전형
21세기 전형은 2001년부터 도입되었다. 야구부원이 모자라는 것과 같은 상황을 극복한 학교를 비롯하여 다른 학교의 모범이 된다고 여겨지는 학교를 선출하는 특별 전형이다. 기본적으로 각 도도부현에서 열린, 그 지난해의 가을철 신인 대회에 참가한 학교 수를 기준으로 하는데, 참가한 학교 수가 128개교를 웃도는 도도부현에서는 상위 16개교, 나머지 도도부현에서는 상위 8개교를 선출한다. 그리고 각 지구 별로 1개교씩을 더 선출하여, 그 중에서 2개교를 선출하는데, 도카이 지구 및 그 동쪽 지구들에서 1개교, 긴키 지구 및 그 서쪽 지구들에서 1개교씩을 선출하게 된다.
"다른 학교의 모범이 되는지"를 판단하는 근거에는 야구부에서 활동하는 현역 선수들 중 일명 "명문 대학"으로 불리는 대학교에 합격한 사람들의 수, 그 고등학교에서 "아침 독서 시간"을 운영하는지의 여부, 일본적십자 청소년적십자부의 활발한 활동, 학생들의 자원봉사 활동 등, 야구와는 관계가 없는 사항들도 포함된다.
| 연도   | 출전 학교                                      | 지역        | 주된 전형 이유 | 대회 성적         |
| ------ | ---------------------------------------------- | ----------- | --- | ----------------- |
| 2001년 | 후쿠시마 현립 아사카 고등학교                  | 후쿠시마현  | 창립과 창부 모두 현에서 가장 오래되었으며, 일명 "생각하는 야구"를 실천했다고 인정받음.                                                                     | 예선 탈락 (2차전) |
| 2001년 | 오키나와 현립 기노자 고등학교                  | 오키나와현  | 부원 전원이 현지 중학교 출신으로 지역 공헌을 완수했다. | 4강               |
| 2002년 | 홋카이도 무카와 고등학교                       | 홋카이도    | 폐교의 위기를 넘어 희망의 별이 되었다. | 16강              |
| 2002년 | 시마네 현립 마쓰에키타 고등학교                | 시마네현    | 높은 "명문" 대학 진학 성적을 기록함. | 예선 탈락         |
| 2003년 | 니가타 현립 가시와자키 고등학교                | 니가타현    | 폭설이라는 악조건을 극복. | 예선 탈락         |
| 2003년 | 시마네 현립 오키 고등학교                      | 시마네현    | 도서 지역이라는 조건을 극복. | 예선 탈락 (2차전) |
| 2004년 | 이와테 현립 이치노세키다이이치 고등학교        | 이와테현    | 현내 굴지의 진학교. | 예선 탈락         |
| 2004년 | 에히메 현립 야와타하마 고등학교                | 에히메현    | 학생 수가 대폭 감소함에도 철저하게 학생을 교육함. | 예선 탈락         |
| 2005년 | 미야기 현립 이치하사마 상업고등학교            | 미야기현    | 지역 밀착적인 봉사활동을 통하여 마을의 용기를 북돋웠다. | 16강              |
| 2005년 | 가가와 현립 다카마쓰 고등학교                  | 가가와현    | 현내 굴지의 진학교. | 예선 탈락         |
| 2006년 | 도치기 현립 마오카 공업고등학교                | 도치기현    | 현지 밀착의 선수 육성. | 예선 탈락         |
| 2006년 | 이시카와 현립 가나자와 사쿠라가오카 고등학교   | 이시카와현  | 높은 "명문" 대학 진학 성적을 기록함. | 예선 탈락         |
| 2007년 | 야마나시 현립 쓰루 고등학교                    | 야마나시현  | 동아리 시간 확보 때문에 통상 10분의 쉬는 시간을 7분으로 단축. 지진으로 도립 미야케 고등학교로 피난하여 생활하던 중에도 합동 연습과 시합을 꾸준히 실시했다. | 예선 탈락         |
| 2007년 | 미야자키 현립 미야코노조 이즈미가오카 고등학교 | 미야자키현  | 높은 "명문" 대학 진학 성적을 기록함. 또, 좁은 그라운드라는 악조건과 연구를 거듭한 연습으로 극복.                                                           | 16강              |
| 2008년 | 지바 현립 아와 고등학교                        | 지바현      | 창립 100년을 넘는 학교. 보소반도의 남단에 위치해 소규모 학교가 많은 현지의 중학 출신자 만으로 팀을 구성.                                                   | 예선 탈락 (2차전) |
| 2008년 | 아이치 현립 교토 고등학교                      | 아이치현    | 창부 100년을 자랑하는 현립의 진학교. 시합 회장까지 장거리 이동하는 지리적인 핸디캡을 넘어 강호 사립고와 접전을 펼쳤다.                                     | 예선 탈락 (2차전) |
| 2008년 | 야마구치 현립 가료 고등학교                    | 야마구치현  | 전교생이 일본 적십자의 회원으로 청소년 적십자 모델 학교의 지정을 받고 있다. 과거 4년 간 봄과 가을 합해 주고쿠 대회에서 6회 출장.                           | 16강              |
| 2009년 | 미야기 현립 리후 고등학교                      | 미야기 현   | 지역의 청소 활동에 적극적으로 참가, 운동 부원이 초등학교에 요리 배달 수업을 하고 있다. 학생이 배농가의 심부름을 하고 있다.                                 | 4강               |
| 2009년 | 시가 현립 히코네히가시 고등학교                | 시가현      | 우익이 좌익보다 30미터나 짧은 잘못된 구조의 그라운드라는 악조건과 연구를 거듭한 연습으로 극복함.                                                           | 예선 탈락 (2차전) |
| 2009년 | 오이타 현립 오이타 우에노가오카 고등학교       | 오이타현    | 현내 제일의 진학교. 방과 후의 연습은 2시간까지 결정할 수 있으면서 2008년 추계 대회에서는 규슈 대회 출전을 완수했다.                                        | 초전 패퇴         |
| 2010년 | 야마가타 현립 야마가타 주오 고등학교           | 야마가타 현 | | 예선 탈락 (2차전) |
| 2010년 | 와카야마 현립 고요 고등학교                    | 와카야마현  | | 16강              |
| 2010년 | 도쿠시마 현립 가와시마 고등학교                | 도쿠시마현  | | 예선 탈락         |

#### 메이지 진구 대회 전형
제75회(2003년)부터 도입되면서 메이지 진구 대회 전형은 11월의 메이지 진구 야구 대회 우승 학교가 소속하는 지역에게 줄 수 있어 이 지역의 통상 전형이 1개 증가하는 형태가 된다. 제80회(2008년)에는 기념 대회에서 1개 학교가 증가한 2전형로 우승 학교•준우승 학교가 소속한 지구에 전형이 주어졌다. 이 테두리가 생겨 통상 전형의 1도도부현 2개 학교까지 확정했다. 제81회(2009년)에는 1지구에 1개의 전형을 주었다.
| 연도   | 출전 학교                                      | 결과             |
| ------ | ---------------------------------------------- | ---------------- |
| 2003년 | 도호 고등학교(아이치)                          | 초전 패퇴(2회전) |
| 2004년 | 도코하 기쿠가와 고등학교(시즈오카)             | 초전 패퇴        |
| 2005년 | 후쿠오카 현립 도바타 고등학교(후쿠오카)        | 초전 패퇴        |
| 2006년 | 아사히카와 실업고등학교(홋카이도)              | 초전 패퇴        |
| 2007년 | 고치 현립 무로토 고등학교(고치)                | 베스트8          |
| 2008년 | 도치기 현립 우쓰노미야 미나미 고등학교(도치기) | 초전 패퇴(2회전) |
| 2008년 | 미에 현립 우지야마다 상업고등학교(미에)        | 베스트16         |
| 2009년 | 이바라키 현립 시모쓰마 제2 고등학교(이바라키)  | 초전 패퇴        |
| 2010년 | 미에 고등학교(미에)                            | 베스트16         |

#### 희망 전형
제75회(2003년)부터 제80회(2008년)까지 도입되었다.
일반 전형의 보결 교에도 센바쓰의 “희망”을 남겨주려는 목적으로 제75회부터 도입되었다. 진구 대회 전형을 얻은 지구를 제외한 지구의 보결 1위 학교를 대상으로 투수를 포함한 수비력의 데이터에 따라서 결정한다. 항목은 피루타, 여포볼/데드볼(제75회만 여잔루), 실점, 실책이다. 제75회 대회에서는 메이지 진구 대회를 제외한 바로 옆 5경기로 각 항목의 1경기 9이닝 평균치를 계산해 최초로 피루타 수가 많은 3교, 다음에 여잔루＋실점이 많은 3교를 제외해, 남은 3교의 가장 실점이 적은 팀을 선출하는 방법 등이 있었다.
제 76회 대회부터 선출 방법이 변경되어 메이지 진구 대회를 제외한 바로 옆 4경기로 각 항목의 1경기 9이닝 평균치를 계산해 순위를 득점화, 합계가 가장 많은 학교를 선출하게 되었다.
희망 전형은 메이지 진구 전형 이외의 지구의 보결 출장 순위 제 1위의 학교 중에서 데이터를 비교한 후 수비력이 뛰어난 팀을 1개교로 선출한다. 다만 도쿄 전형은 2전형을 선출하는 경우에 대해서는 제외한다. 이유는 동일 도도부현으로부터 출전 전형을 21세기 전형을 제외한 3개교 선출을 피해야 하기 때문이다.
| 연도   | 출전 학교                               | 결과             |
| ------ | --------------------------------------- | ---------------- |
| 2003년 | 아사히카와 실업 고등학교(홋카이도)      | 초전 패퇴(2회전) |
| 2004년 | 아키타 시립 아키타 상업고등학교(아키타) | 베스트8          |
| 2005년 | 가가와 현립 산본마쓰 고등학교(가가와)   | 초전 패퇴        |
| 2006년 | 이치노세키가쿠인 고등학교(이와테)       | 초전 패퇴        |
| 2007년 | 오가키니혼 대학 고등학교(기후)          | 준우승           |
| 2008년 | 이치노세키가쿠인 고등학교(이와테)       | 초전 패퇴(2회전) |

#### 기타 특별 전형
2013년의 제95회 기념 대회에서는 일반 도호쿠 대표 전형과 21세기 전형과는 별도로 도호쿠 인연 전형이라는 전형을 신설했다. 동일본 대지진으로부터의 부흥을 목표로 '도호쿠 지방의 학교 중 일반 전형에 포함되면서 특별한 팀을 추려낸다'고 규정하고 있으며, 내용은 21세기 전형과 유사하다. 이 인연 전형으로 야마가타 주오 고등학교가 출전권을 얻어냈다.

### 1일에 할당하는 경기 수
- 1일의 경기 수는 이전에는 최대 4경기로 제66회(1994년)까지는 1회전의 2일째-4일째와 8일째의 준준결승 개최일이 그 해당하는 일이었다. 그러나 한신 아와지 대지진에 의한 교통 장해로 응원단의 입장 스케줄 조정이 필요한 것과 선수의 건강 관리 면의 문제 등을 고려해 제67회(1995년)부터 4경기일은 9일째의 준준결승만으로 하였고, 1•2회전의 개최일의 첫날부터 8일째까지는 1일 3경기로 하게 되었다.
- 또한, 제76회(2004년)부터 대회 후반의 선수들의 잇따른 경기로 인한 피로를 피한다는 의미로 여름의 대회와 같이 준준결승을 1일 2경기씩 할당하기로 했다. 다만 우천 연기 등에 의한 일정의 과밀화로 모두 소화 할 수 없는 경우에는 4경기 일괄 개최가 되는 경우가 있기도 하다. 따라서 현재는 최대 1일 3경기까지 개최하게 된다.[2]

- 제1경기의 기본적인 개시 시간

첫날 - 개회식 직후 10:20
3경기 개최일 - 9:00(제79회(2007년)부터 종래의 9:30보다 30분 앞당길 수 있었다.)
2경기 개최일(주로 준준결승, 준결승) - 11:00
1경기 개최일(주로 결승) - 12:30 또는 13:00
4경기 개최일(일정 편성의 사정으로 4경기를 소화하지 않으면 안 되는 경우) - 8:30(제61회(1989년)까지 8:00개시)
- 2경기 이상 개최하는 경우 신문의 편성 발표에서는 ‘경기 시간 2시간•연습과 그라운드의 정비 30분’이라고 가정해 3경기일의 경우 ‘(1)9:00, (2)11:30, (3)14:00’라고 각각 게재되고 있지만 어디까지나 기준이며, 실제로는 다음의 경기는 그라운드 정비나 사전 연습 관계도 있기 때문에 원칙상으로 앞 경기 종료로부터 30분 정도의 시간을 두고 나서 실시한다(빨리 종료했을 경우는 신문 등의 발표의 시각보다 앞당길 수 있는 경우도 있다). 게다가, 4경기 개최일의 경우, ‘(1)8:00, (2)10:20, (3)12:40, (4)15:00’를 기준으로 하며, 앞 경기 종료로부터 20분 후에 다음의 경기를 실시하고 있었다.

### 경기
DH제(지명타자)는 도입하지 않는다.
경기는 9회에 동점의 경우에는 연장전에 돌입한다. 다만 연장 15회라도 결과가 나지 않는 경우에는 다음날이나 그 다음날 재경기를 한다. 콜드 게임은 득점 차이로는 인정되지 않고, 우천 등의 천재지변으로 7회 이후의 균등 회를 소화했을 경우에만 선언된다. 1999년 12월의 고교 야구 연맹 전국 이사회에서 다음 해의 봄의 대회부터 연장 18회제(무승부 재경기)를 15회제로 변경했다.
심판원은 구심, 3명의 누심, 예비 심판 2명과 대기 심판원 1명 합계 7명. 다만, 야간 경기하에서는 2명의 예비 심판원이 외심으로서 경기에 참가한다.

### 대회노래•그 외
- 제8회(1931년)에 초대 대회 노래(작사•하세가와 가이타로, 작곡•육군 도야마 학교 군악대)가 제정됐다. 그러나 가사에 영어가 포함되어 있었기 때문에 1년 만에 폐지되었다.
- 제11회(1934년)에 2대째 대회 노래 「햇빛은 춤추고 뛰어오르는 고시엔」(작사•스스키다 규킨, 작곡•육군 도야마 학교 군악대)이 제정되어 제64회(1992년)까지 사용되었다.
- 제65회(1993년)부터의 3대째 대회 노래는 아쿠 유가 작사, 다니무라 신지가 작곡한 「今ありて」가 사용되고 있다.
- 또, 제27회(1955년)부터 현재에 이르기까지 고베 야마테 여자 고등학교가 대회 노래의 합창을 담당하고 있다.
- 국기, 대회기, 플래카드를 가지는 것은 보이스카우트 일본 연맹 소속의 벤처 스카우트(고교생)였지만 제80회(2008년)부터 각 출전 학교의 학생이 플래카드를 가지게 되었다. 덧붙여, 고시엔 구장의 소재지는 효고 현이지만, 플래카드는 오사카 연맹 소속의 스카우트가 가지고 있다. 플래카드는 제80회부터 '전국 고교 서도 콩쿠르'(마이니치 신문 주최) 상위에 입상한 고교생이 지역마다 출전 학교의 문자를 기입하는 것으로 변경되었다[4].
- 제71회(1999년)부터 개회식의 국기 게양 시에 '전 일본 학생 음악 콩쿠르'(마이니치 신문 주최) 성악 부문 고교생부 우승자가 국가(기미가요)를 독창한다.

## 역사
- 1924년(제1회 대회) - 하계 선수권 대회의 인기와 중등 야구의 부상의 영향을 받아 선수권 대회와는 다른 선출 기준의 전국 대회 개최가 요구되어 춘계 선발 고등학교 야구 대회가 창설되었다. 야마모토 구장(이후에 JR 도카이 야고토 구장)에서 처음으로 개최되었다.
- 1925년(제2회 대회) - 회장을 여름 선수권 대회와 같은 고시엔 구장으로 변경하고 이후부터는 고시엔에서 개최하게 되었다.
- 1926년(제3회 대회) - 라디오 중계 개시.
- 1927년(제4회 대회) - 다이쇼 덴노의 붕어를 이유로 4월 하순에 개최되었고 결승전이 5월에 개최. 우승 학교의 미국 원정 제도가 시작되었다.
- 1929년(제6회 대회) - 우승 학교의 교가 제창과 국기 게양이 의무화되었다.
- 1932년(제9회 대회) - 우승 학교의 미국 원정 제도가 폐지되었다.
- 1933년(제10회 대회) - 전년도 우승 학교의 무조건 출전 제도가 폐지되었다.
- 1942년에서 1946년까지 태평양 전쟁으로 인한 혼란으로 경기 중단.
- 1948년(제20회 대회. 또한 개최 당시에는 제1회 대회) - 학제 개혁에 따라 제1회 선발 고등학교 야구 대회로 개최되었다.
- 1954년(제26회 대회. 또한 개최 당시에는 제7회 대회) - TV 중계 개시.
- 1955년(제27회 대회) - 대회 횟수를 중등학교 시절부터의 통산으로 기록해 이전 대회(제1 ~ 7회)도 횟수를 변경했다.
- 1959년(제31회 대회) - 왕세자(2013년 현재의 덴노인 아키히토)의 대형 결혼으로 결승전 TV 중계가 중단되었다.
- 1960년(제32회 대회) - 이 대회부터 타자의 헬멧 착용이 의무화되었다. 결승전인 다카마쓰 상업고등학교 대 요나고 히가시 고등학교 전에서 봄·여름 대회 사상 최초의 우승 결정 끝내기 홈런이 나왔다.
- 1962년(제34회 대회) - 준결승전인 사쿠신가쿠인 고등학교 대 하치만 상업고등학교의 경기가 봄 대회 사상 최초로(여름 대회까지 합치면 두 번째) 첫 연장전 18회 무승부로 인해 재경기가 편성되었다.
- 1965년(제37회 대회) - 이 대회부터 주자의 헬멧 착용이 의무화되었다.
- 1972년(제44회 대회) - 이 대회부터 타자의 편이 헬멧 착용이 의무화되었다.
- 1973년(제55회 대회) - 야마가타 현 대표(니혼대학 야마가타)가 결승에 진출한 것을 마지막으로 공백 현이 사라졌다. 또한 동교의 우승으로 인해 마지막으로 봄·여름 대회에서 우승을 경험하지 못한 현도 사라졌다.
- 1978년(제50회 대회) - 마에바 고등학교가 봄·여름을 합해 첫 퍼펙트 게임을 달성.
- 1983년(제55회 대회) - 기념 대회 당 출전 학교 수가 이전보다 2개교 늘어난 32개교가 되었다.
- 1984년(제56회 대회) - 이 대회에서 출전 교 수가 공식적으로 32개교로 정해졌다. 또한 대회 회기 도중에 역대 우승 교명이 적혀 있는 흰 플레이트를 외야 펜스에 배치하는 것을 중지했다.
- 1992년(제64회 대회) - 럭키 존이 철거되었다.
- 1994년(제66회 대회) - 이 대회부터 타자의 양이 헬멧의 착용이 의무화되었다.
- 1995년(제67회 대회) - 1월 17일 한신 아와지 대지진의 발생으로 고시엔 구장도 일부 중단이 우려되었으나 무사히 개최되었다. 하루 할당 경기 수를 원칙 최대 3경기로, 회기를 하루 연장했다. 이후 9년간은 원칙적으로 11일간 개최되었다.
- 1997년(제69회 대회) - 히다카 고등학교 분교가 분교로 첫 출전했다. 또한 주심이 볼카운트를 종래와 역순인 '볼 → 스트라이크'의 순서로 읽도록 변경되었다(그러나 이 시점에서 고시엔 구장의 스코어 보드가 일신되었고 또한 방송에서 발표 순서가 '볼 → 스트라이크'순으로 변경되는 2010년까지 일반용으로는 SBO식으로 표시·발표했다).
- 1998년(제70회 대회) - 사상 최다인 36개교가 출전했다. 이 대회에서 응원단 콩쿨을 실시해 초전의 전체 학교의 응원이 평가 대상이 되었다. 또한 이 대회부터 고교생에 의한 개막식·폐막식의 사회가 진행되었다.
- 1999년(제71회 대회) - 오키나와 쇼가쿠 고등학교가 오키나와 대표로 첫 우승을 달성했다.
- 2000년(제72회 대회) - 이 대회부터 연장전 규정을 15회 무승부 재시합 제도로 단축 변경되었다.
- 2001년(제73회 대회) - 21세기 전형이 신설되었다.
- 2003년(제75회 대회) - 메이지 진구 대회 전형과 희망 전형이 마련되었다. 준준결승의 도카이대학 히메지 고등학교 대 하나사키 도쿠하 고등학교 전이 봄·여름 대회를 합하여 처음으로 무승부 재경기 연장전이 진행되었다
- 2004년(제76회 대회) - 준준결승이 선수들의 체력 부담을 이유로 하루당 2경기씩 2일간 일정으로 개최하게 되어 일정이 12일로 변경되었다. 결승전이 우천 순연으로 저녁 16:45에 시작해 사상 첫 야간 경기가 진행되었다.
- 2005년(제77회 대회) - 날씨를 이유로 대회 제0일째의 일정이 생성되었다. 다카마쓰 고등학교가 사상 최장기간만에 출장했다(72년만).
- 2006년(제78회 대회) - 니가타 현 대표인 니혼 문리 고등학교가 승리를 거두면서 대회에서 승리를 기록하지 못한 현이 사라졌다.
- 2007년(제79회 대회) - 홈 주변에 다트 서클 라인이 추가되었다(고교 야구 공식전에서는 최초).
- 2009년(제81회 대회) - 이 대회부터 베이스 코치의 헬멧 착용이 의무화되었다.
- 2010년(제82회 대회) - 전국 고등학교 야구 선수권 대회를 주최하는 아사히 신문이 후원 업체로 참여했다. 또한 같은 해 여름의 선수권 대회에서 마이니치 신문이 후원 업체로 참여했다.
- 2011년(제83회 대회) - 3월 11일의 동일본 대지진으로 중단이 우려되었으나 무사히 개최되었다. 고시엔 구장의 스코어보드 볼카운트 표시가 전년까지인 앞에서 'S·B·O'에서 'B·S·O' 표시가 변경되었다(주심의 발표는 서술한 바와 같이 1997년에 변경 완료).
- 2012년(제84회 대회) - 나가노 현 대표인 지구 환경고등학교가 통신제 고등학교로서는 전국 최초로 고시엔 출전을 경험했다.
- 2013년(제85회 대회) - 대회 사상 최초의 '센바츠 응원 이미지 캐릭터'로 현역 고교생인 여배우 요시모토 미유(제13회 전일본 국민적 미소녀 컨테스트 그랑프리 수상자)를 기용했다. 스폰서는 NTT 도코모.
- 2014년(제86회 대회) - 본 대회부터 준준결승을 1일 4시합으로 진행하며 준준결승과 준결승 사이에 휴식을 가질 예정이었으나 우천 순연으로 연장 15회로 결착이 나지 않은 대진의 재시합의 실시가 겹쳐 휴식일의 신청이 보류되었다.
- 2020(제92회 대회) - 2020년 3월 19일부터 11일 (휴식일 제외)에 걸쳐 한신 고시엔 구장에서 열릴 예정이었던 일본의 선발 고등학교 야구 대회이다. 코로나19 범유행으로 취소되었다.

## 에피소드

### 입장 행진곡으로 유행곡을 사용
제34회 대회(1962년) 이후로는 입장 행진곡으로 전년도의 유행곡이 사용되었다. 첫 번째의 노래는 사카모토 큐의 '위를 향해 걷자(上を向いて歩こう)'.
자세한 내용은 선발 고등학교 야구 대회의 역대 입장 행진곡 목록을 참조.

### 반환·표창의 노래
제34회 대회(1962년) 이후 반환·표창곡은 대회의 오리지널인 '영광(栄光)'(나가노 고사쿠 작곡)이 연주되었다.

### 긴키 이외의 지역에서 전국 대회 개최
제1회 대회(1924년)에는 나고야의 야마모토 구장(이후에 JR 도카이 야고토 구장)에서 개최되었는데 당시 여름 대회에는 간사이 지역의 근교 학교들이 8회까지 모두 결승에 진출해 5번 우승을 거두었다. 따라서 주최사인 마이니치 신문은 '여름 대회에서 간사이 근교 학교들의 우승 확률이 높은 것은 개최지의 풍토와 관련있다'와 '도카이 지방의 야구 팬 확대'의 2가지 이유를 들고 있었다. 이 가운데 개최지의 풍토에 관해서는 본 대회에서 대표 8개교 중 3개교였던 간사이 근교 학교 2개교(와카야마 중학교, 리쓰메이칸 중학교)가 초전에서 패배, 다른 하나인 이치오카 중학교가 2회전에서 탈락했다. 한편 도카이 지역에서 유일하게 출전한 아이치 1중학교도 2라운드에서 탈락했다(결승은 가가와현의 다카마쓰 상업학교와 도쿄부의 와세다 실업학교가 맞붙어 다카마쓰 상업이 승리). 한편 도카이 지역의 야구 팬 확대에 대한 효과는 커서, 1930년대에 들어 아이치현 대표들(주쿄 상업학교, 도호 상업학교, 아이치 상업학교 등)의 대두와 기후현의 기후 상업학교 등을 중심으로 하는 도카이 세력이 중등 야구에서 한 시대를 쌓아 올려 1936년 직업 야구의 설립 당시 아이치 현에 두 팀(나고야군, 나고야 긴코군)이 있을 정도로 야구가 번성하게 되는 기초를 닦았다.
주최사인 마이니치 신문은 매년 개최지를 바꾸어 전국 각지에서 개최를 한다는 구상을 했으나 이듬해 제2회 대회(1925년) 이후에는 고교 야구(당시에는 중학 야구)의 성지로 알려진 한신 고시엔 구장에 정착하게 되었고, 긴키 지역 이외의 전국 대회 개최는 국민 체육 대회와 메이지 진구 야구 대회를 제외하면 이것이 봄·여름을 통틀어 마지막이 되었다. 여름 대회에서 고시엔 구장 이외에서 개최한 것은 도요나카 구장, 나루오 구장, 한큐 니시노미야 구장의 사례가 있으나 이 모두 긴키 지역에서 개최된 것이다.

### 전년도 우승 학교의 무조건 출전
제2회 대회(1925년)부터 제9회 대회(1932년)까지는 전년도의 대회 우승 학교에 한해서 지역 대회에 출전하지 않고 무조건 전국 대회에 출전할 수 있는 권한을 부여했다. 제10회 대회(1933년)에 이 제도는 폐지되었으나 우승 학교는 전국 대회에 출전을 계속하고 있었다. 1942년 대회가 전쟁으로 중단된 것을 제외하고 우승 학교가 이듬해 전국 대회에 출전하지 못한 것은 제20회 대회(1948년)에서 우승한 교토 1상업학교(교토부)가 유일하다.

### 우승 학교의 미국 원정
제4회 대회(1927년)에서 주최인 마이니치 신문이 야구의 본고장인 미국의 메이저 리그 견학과 미일 친선을 취지로 이 대회부터 우승 학교의 미국 원정이 이루어지게 되었다. 이 제도에 의해 미국원정에서 우승한 학교는 와카야마 중학교(와카야마현), 간사이 가쿠인 중학교(효고현), 제1신고 상업학교(효고현), 히로시마 상업학교(히로시마현)의 4개 학교이다.
미국 원정은 여름 방학을 이용하여 실시해 7월 중순부터 8월 중순에 걸쳐 메이저 리그 경기 관람과 지역 고등학교와의 친선 경기를 가졌다. 여름 대회의 개최 중에 주력 선수들이 미국 원정에 참여하고 있었기 때문에 봄의 선발 대회 우승 학교는 후보 선수로 여름 대회 예선을 참가해야 했다. 그 가운데 제4회 대회의 우승 학교인 와카야마 중학교는 후보 선수로 여름 대회 예선을 우승하고 전국 대회에 출전했다.
제9회 대회(1932년)부터 외국 팀과 경기를 금지하는 '야구 통제령'을 정부가 내놓아 이후로는 우승 학교의 미국 원정이 중지되었다.
또한 봄의 우승 학교의 미국 원정에 관해서는 봄 대회를 주최하고 있던 마이니치 신문 측에서 아사히 신문이 주최하고 있던 여름 대회의 관심을 꺾는 목적이 있었다는 음모론도 존재한다.

### 같은 도도부현에서 최다 4개교의 출전
제10회 대회(1933년)은 출전 학교 32개교 중 가이초 중학교, 와카야마 상업학교, 가이난 중학교, 와카야마 중학교의 4개교가 와카야마 현에서 출전했다. 이 대회에서 가이초와 와카야마 상업은 8강에 진출했으며 가이난과 가이초의 같은 현 출신의 대전도 성사되었다. 또한 제14회 대회(1937년)에는 출전 학교 20개교 중 주쿄 상업학교, 도호 상업학교, 교에이 상업학교, 아이치 상업학교의 4개교가 아이치 현에서 출전했다. 이 대회에서 주쿄 상업이 준우승을 거두었고 도호 상업과 주쿄 상업의 같은 현 출신의 대전도 있었다.
한편 현재는 일반 전형에서 같은 도도부현의 출전 최다 수는 2개교로 정해져 있다. 물론 21세기 전형과 메이지 진구 대회 전형으로 3개교까지 출전이 가능하지만 지역성의 문제도 있어 선발되는 것은 매우 어렵다. 이전의 제60회 대회(1988년)에는 오사카부에서 우에노미야 고등학교, 긴키 대학 부속 고등학교, 호쿠요 고등학교의 3개교가, 제67회 대회(1995년)에는 효고현의 신코 가쿠인 신코 고등학교, 호토쿠 가쿠인 고등학교,이쿠에이 고등학교의 3개교가, 제73회 대회(2001년)에는 이바라키현에서 미토 상업고등학교, 조소 가쿠인 고등학교, 후지시 고등학교의 3개교가 각각 선출된 예도 있다.

### 대회 연패
본대회에서의 연패는 현재까지 2번 기록되어 있다. 자세한 것은 고시엔 연패를 참조.

## 같이 보기
- 전국 고등학교 야구 선수권 대회